# Gravedad cuántica euclídea
La gravedad cuántica euclídea (EQG, por Euclidean quantum gravity), también llamada en cosmología cuántica como modelo o estado de Hartle-Hawking (Hartle–Hawking state), es una teoría cuántica de la gravedad desarrollada por Stephen Hawking y James Hartle que se basa en el principio de superposición de la mecánica cuántica y en el concepto de tiempo imaginario.

## Panorama general
El movimiento de un objeto cuántico (ej., un electrón) descrito por la mecánica cuántica implica que puede existir de manera simultánea en diferentes posiciones y diferentes velocidades. Difiere de forma clara al movimiento de un objeto clásico (ej., una bola de billar), ya que en este caso se puede describir una trayectoria única con una posición y velocidad precisas. Un electrón no se mueve de A á B en línea recta con una trayecto único, sino que se mueve de A á B por todos los caminos posibles a la vez. De acuerdo al principio de superposición cuántica e integral de caminos de Richard Feynman, del que deriva la noción de suma sobre historias, su trayectoria se describe matemáticamente como una media ponderada de todos esos caminos posibles. Stephen Hawking aplicó este principio de superposición al universo entero, describiéndolo como todas las diferentes maneras en que el universo puede evolucionar, es decir, todas las posibles formas del espacio-tiempo.
En el modelo de Stephen Hawking, el espacio y el tiempo reciben el mismo tratamiento. Los universos que entran en superposición tienen cuatro direcciones espaciales en los que moverse, en lugar de una temporal y tres espaciales. En este modelo no hay noción de tiempo, es decir, de una estructura que disponga los acontecimientos en un orden específico y, por tanto, de una noción de causalidad (causa y efecto). Se basa en el concepto de tiempo imaginario. En la EQG, se considera que la causalidad y la flecha del tiempo emergen como propiedades a gran escala de las fluctuaciones cuánticas microscópicas desprovistas de estructura causal.

## Éxitos
Stephen Hawking propuso que una de las características de la teoría cuántica de la gravedad debería ser la curvatura del propio espacio-tiempo en un universo de cinco dimensiones, lo que permitiría evitar las limitaciones teóricas de la relatividad general cuando se enfrenta a las singularidades del espacio-tiempo, tales como el propio Big bang. En la EQG, el tiempo es imaginario y por tanto con las mismas características físicas del espacio, aun cuando el tiempo real se plasma en algo muy diferente. Puesto que el tiempo imaginario es tratado en pie de igualdad con respecto a las otras tres dimensiones  espaciales, se puede hipotetizar que el universo simplemente Es, y lo que fue o será en el tiempo real sólo tiene importancia para los seres conscientes que lo habitan, no para explicar su esencia misma. Stephen Hawking no consiguió explicar convincentemente como el tiempo real y el movimiento emergen del tiempo imaginario, pero con un tiempo imaginario y un espacio-tiempo curvado en cinco dimensiones desaparece el problema de las singularidades.

## Defectos
Las simulaciones por ordenador de este tipo de modelo cuántico del Universo descubrieron que las superposiciones no perturbativas de universos tetradimensionales eran intrínsecamente inestables. Las fluctuaciones cuánticas de la curvatura a escalas cortas, que caracterizan los diferentes universos superpuestos que contribuyen al promedio, no se cancelan entre sí para producir, a grandes escalas, un espacio-tiempo liso y suave como nuestro universo clásico. Por el contrario, las fluctuaciones se refuerzan de modo que el espacio se arruga hasta convertirse en un ovillo con un número infinito de dimensiones. Para evitar este problema, no queda otra que incorporar la estructura causal sin esperar a que esta surja espontáneamente como una propiedad emergente de la superposición al ensamblar los universos posibles. Esto es lo que aplica modelos de gravedad cuántica como el de "Triangulación dinámica causal" de Renate Loll, Jan Ambjørn y Jerzy Jurkiewicz, lo que permite reproducir espacio-tiempos lisos y suaves sorprendentemente parecidos al nuestro.